# كتاب العائلة الشمالي

الطبعة الأولى (1876-1899)، يتميز برمز لإدون.

طبعة البومة (1904-1926)، تتميز بأنها تحمل رمز يُعبر عن اسمها.

كتاب العائلة الشمالي أو الكتاب العائلي الشمالي (بالسويدية: Nordisk familjebok) موسوعة سويدية نُشرت بشكلها المطبوع بين 1876 و 1957، وهو الآن متوفر كاملاً بصيغةٍ رقمية من خلال مشروع رونه-برغ في جامعة لينشوبينغ.

## لمحة تاريخية

### الإصدارات المطبوعة
نُشر أول إصدار من كتاب العائلة الشمالي في 20 مجلداً بين 1876 و 1899، ويُعرف هذا الإصدار باسم «إصدار إيدون»؛ لأنها تحمل صورة إيدون - إلهة تجديد الشباب في الأساطير الشمالية - على غلافه. وقد نُشر هذا الإصدار خلال ربع قرن تقريباً، وبشكلٍ خاص تحتوي أول عشر مجلدات مادةً غير موجودة في الإصدارات اللاحقة. من الأمصلة الجيدة على ذلك في نهاية مقالة برلين (التي تم إضافتها في المجلد الثاني منذ 1878)، حيث يُنهي المؤلف مقالته بالحديث عن الآداب والأخلاق العامة، حيث يجدها المؤلف فقيرةً. يُكمل المؤلف بالاعتراض بأن يكون المرء غير مهتم في الأمور الدينية ويختم بـ«في جميع هذه الظروف المشتركة، بالكاد يُمكن للمرء أن يدافع عن نفسه ضد فكرة مخاطر التهديدات المستقبلية».
تُعرف الطبعة الثانية بـ«طبعة البومة» (Uggleupplagan)؛ بسبب وجود صورة بومة على غلافها، وتم نشره بين عامي 1904 و 1926 في 38 مجلداً، وهي أكثر موسوعة شاملة منشورة باللغة السويدية.
كانت تتكون الطبعةُ الثالثة من 17 مجلداً ونُشرِت بين عامي 1924 و 1937، ثم نُشرت 3 مجلدات إضافية في 1937، وفي 1938، وفي 1939. تُغطي المجلدات الإضافية على سبيل المثال الحرب الأهلية الإسبانية وتحديث كبير عن أدولف هتلر؛ ولكن لا شيء عن حرب ألمانيا ضد بولندا وحتى أن الأحداث اللاحقة لم تُذكر. نُشرت طبعة ثانية من الطبعة الثالثة كاملة بين عامي 1941 و 1944. لم يتغير أي شيء أساسي في الطبعة الثانية؛ ولكن أضيف الكثر من: الصور الشخصية على الجانب (بالأسود والأبيض)؛ خرائط ملونة للـ«مدن العالمية»، والدول الأوروبية، والقارات، والمحافظات والمدن السويدية، وقد أضيفت مع مواضيع عدة، بالإضافة إلى مجموعة أعلام دول.

## اقرأ أيضاً
- الموسوعة الوطنية السويدية

## روابط خارجية
- Lars Aronsson's preface to the 2003 Digital Edition, اطلع عليه بتاريخ 22 نسيان 2015.
- طبعتان رقميتان من كتاب العائلة الشمالي من مشروع رونه بيرغ (45,000 صفحة), اطلع عليه بتاريخ 22 نيسان 2015.
- Encyclopædia Britannica entry, "Idun: Norse goddess", اطلع عليه بتاريخ 22 نيسان 2015.